# UFC on ESPN: Font vs. Aldo
 UFC on ESPN: Font vs. Aldo (conosciuto anche come UFC on ESPN 31, oppure UFC Vegas 44)  è stato un evento di arti marziali miste tenuto dalla Ultimate Fighting Championship il 4 dicembre 2021 all’UFC APEX di Las Vegas, negli Stati Uniti.

## Risultati
|                  | Divisione             |                  |                 |                     | Metodo                                  | Round           | Tempo           | Premio          |
| Card Principale  | Card Principale       | Card Principale  | Card Principale | Card Principale     | Card Principale                         | Card Principale | Card Principale | Card Principale |
| ---------------- | --------------------- | ---------------- | --------------- | ------------------- | --------------------------------------- | --------------- | --------------- | --------------- |
|                  | Pesi gallo            | José Aldo        | batte           | Rob Font            | Decisione unanime (50–45, 50–45, 49–46) | 5               | 5:00            |                 |
|                  | Pesi leggeri          | Rafael Fiziev    | batte           | Brad Riddell        | KO (spinning wheel kick)                | 3               | 2:20            | POTN            |
|                  | Pesi mediomassimi     | Jamahal Hill     | batte           | Jimmy Crute         | KO (pugni)                              | 1               | 0:48            | POTN            |
|                  | Pesi leggeri          | Clay Guida       | batte           | Leonardo Santos     | Sottomissione (rear-naked choke)        | 2               | 1:21            | POTN            |
|                  | Pesi medi             | Chris Curtis     | batte           | Brendan Allen       | KO tecnico (pugni e ginocchiate)        | 2               | 1:58            | POTN            |
|                  | Pesi medi             | Alex Morono      | batte           | Mickey Gall         | Decisione unanime (30–27, 30–27, 30–27) | 3               | 5:00            |                 |
| Card Preliminare |                       |                  |                 |                     |                                         |                 |                 |                 |
|                  | Pesi medi             | Duško Todorović  | batte           | Maki Pitolo         | KO tecnico (pugni)                      | 1               | 4:34            |                 |
|                  | Pesi mosca            | Manel Kape       | batte           | Zhalgas Zhumagulov  | KO tecnico (pugni)                      | 1               | 4:02            |                 |
|                  | Pesi welter           | Bryan Barberena  | batte           | Darian Weeks        | Decisione unanime (29–28, 29–28, 29–28) | 3               | 5:00            |                 |
|                  | Pesi paglia femminili | Cheyanne Vlismas | batte           | Mallory Martin      | Decisione unanime (30–27, 29–28, 29–28) | 3               | 5:00            | FOTN            |
|                  | Pesi mediomassimi     | William Knight   | batte           | Alonzo Menifield    | Decisione unanime (29–28, 29–28, 29–28) | 3               | 5:00            |                 |
|                  | Pesi leggeri          | Claudio Puelles  | batte           | Chris Gruetzemacher | Sottomissione (kneebar)                 | 3               | 3:25            |                 |
|                  | Pesi gallo            | Vince Morales    | batte           | Louis Smolka        | KO (pugni)                              | 1               | 2:02            |                 |

## Premi
I lottatori premiati ricevettero un bonus di 50.000 dollari.
Legenda:
- FOTN: Fight of the Night (vengono premiati entrambi gli atleti per il miglior incontro dell'evento)
- POTN: Performance of the Night (viene premiato il vincitore per la migliore performance dell'evento)